# Abdallah ben Saoud ben Abdelaziz
Abdallah ben Saoud ben Abdelaziz (arabe : عبد الله بن سعود بن عبد العزيز, ‘Abd Allāh bin Saʻūd bin ʻAbd al-ʻAzīz) est un dirigeant du Premier État saoudien (1814-1818).

## Biographie

### Chute du premier État saoudien
Fils aîné de Saoud (en), il succède à son père à la tête de l’État saoudien en 1814. Avec l'aide de son fils, Saoud s'empara des villes saintes de La Mecque et Médine en 1805 et commença à détruire des sites liés à l'Islam précoce qui s'y trouvaient. Cela suscita la colère des autorités ottomanes et en décembre 1807, le sultan Moustapha IV demanda au vice-roi d'Égypte Mohammed Ali de mater les saoudiens et de leur reprendre le Hedjaz. Des troubles internes à l'Égypte et des tensions avec ses troupes albanaises l'empêchèrent de le faire jusqu'en 1811.
Après cette date, une guerre ouverte entre Ottomans et Saoudiens éclate. Abdallah hérite donc d'une situation compliquée. D'autant plus que le fils de Mohammed Ali, Ibrahim Pacha, débarqué sur la péninsule arabique en septembre 1816, vient de relancer la campagne de son père en organisant une expédition contre le bastion saoudien du Nejd en 1817-1818. Refusant d'affronter directement les envahisseurs, Abdallah préféra éparpiller ses forces dans les différentes cités du Nejd. Ibrahim, qui disposait d'une armée bien plus avancée, n'eut donc aucun mal à les reprendre une par une et finit par poser le siège devant la ville de Dariya en avril 1818. La capitale saoudienne dans laquelle Abdallah s'était retranché fut finalement prise et détruite en septembre 1818 après la reddition de ce dernier. Il fut alors emmené à Constantinople avec son trésorier et son secrétaire, pour y être exécuté sur ordre du sultan Mahmoud II, en dépit des promesses de sécurité d'Ibrahim et d'intercession en sa faveur de Mohammed Ali.

### Son exécution et ses raisons
Le 21 avril 1801 ou 1802, une armée wahhabite forte de 12 000 hommes envahit la ville de Kerbala dans l'eyalet de Bagdad, tuant sans distinction plusieurs milliers d'habitants, et détruisant le tombeau d'Al-Hussein ibn Ali, le petit-fils du prophète Mahomet. Cette attaque dura huit heures et fut menée par Saoud, le père d'Abdallah. Par la suite, de nombreuses personnes furent tuées à la Mecque et Médine par son armée, qui endommagea même la mosquée du Prophète (le second lieu saint de l'islam). Cela mit les Ottomans extrêmement mal-à-l'aise car ils étaient les dirigeants officiels de la péninsule arabique. De plus, leur chef avait le titre de calife depuis 1517 et se devait donc de garantir la sécurité des lieux saints du culte musulman.
Par ailleurs, Abdallah, un salafiste, prononça le kufr sur la personne de l'empereur, qui suivait lui l'école maturidiste.
L'exécution d'Abdallah semble donc avoir été motivée à la fois par les crimes de son père (massacres de civils, attaques contre les villes saintes et les mosquées), mais aussi par son takfir de Mahmoud II.
Son exécution eut lieu le 24 décembre 1818. Lorsque vint l'heure de la mise à mort, il se vit obligé d'écouter la mélodie du luth (alors que les instruments à corde sont interdits en islam). Sa tête fut finalement tranchée au milieu d'un feu d'artifice, puis jetée dans les eaux du Bosphore[réf. nécessaire].